# Пекка Пуска
Пекка Пуска (фін. Pekka Puska) — фінський професор, експерт в охороні здоров'я. 
З 2009 року займає посаду генерального директора Національного інституту охорони здоров'я та соціального забезпечення.
Професор Пуска в 1972-1977 рр. очолив проект Північна Карелія по профілактиці серцево-судинних захворювань, унаслідок якого смертність від захворювань серцево-судинної системи знизилась на 80 відсотків. З 2001 по 2003 рр. Пуска працював директором з профілактики неінфекційних захворювань та зміцнення здоров'я у Всесвітній організації охорони здоров'я.
На даний час займає посаду президента Всесвітньої федерації серця (WHF) і віце-президента Міжнародної асоціації інституцій суспільної охорони здоров'я (IANPHI).